# Modelli matematici in fisica
I modelli matematici sono di grande importanza in fisica. Le teorie fisiche sono quasi sempre espresse in termini di un modello matematico e la matematica in questione è più complessa, in genere, rispetto alle altre scienze. Diversi modelli matematici utilizzano diverse geometrie che non sono necessariamente precise descrizioni della geometria dell'universo. La geometria euclidea è molto utilizzata nella fisica classica, mentre la relatività speciale e generale sono esempi di teorie che usano la geometria non-euclidea.

## Descrizione
È comune l'uso di modelli idealizzati in fisica per semplificare la comprensione dei fenomeni fisici. Corde, particelle puntiformi, gas ideali e particelle in scatola sono tra i tanti modelli semplificati utilizzati in fisica.
Nel corso della storia, più e più accurati modelli matematici sono stati sviluppati. Le leggi di Newton descrivono accuratamente molti fenomeni quotidiani, ma in certi limiti, la teoria della relatività e la meccanica quantistica devono essere utilizzate; anche queste non si applicano a tutte le situazioni e devono essere ulteriormente raffinate. È possibile ottenere i modelli meno precisi in limiti adeguati; per esempio per ridurre la meccanica relativistica alla meccanica newtoniana, quando la velocità è di gran lunga inferiore alla velocità della luce. La meccanica quantistica si riduce alla fisica classica quando numeri quantici sono elevati. Se diciamo che una palla da tennis è una particella e calcoliamo la sua lunghezza d'onda di de Broglie, questa si rivelerà del tutto insignificante ed è quindi chiaro che la fisica classica si rivela più comoda da usare, rispetto alla meccanica quantistica, in questo caso.
Le leggi della fisica sono rappresentate con semplici equazioni come le leggi di Newton, le equazioni di Maxwell e l'equazione di Schrödinger. Queste leggi sono la base per la creazione di modelli matematici per situazioni reali. Molte situazioni reali sono molto complesse e quindi modellate approssimativamente su un computer; un modello che è possibile calcolare computazionalmente è fatto da leggi di base o da modelli approssimativi fatti dalle leggi base. Ad esempio, le molecole possono essere modellate da modelli molecolari a orbitali, che sono soluzioni approssimate per l'equazione di Schrödinger. In ingegneria, modelli fisici sono spesso fatti da metodi matematici, come l'analisi agli elementi finiti.